# کریکرافت (کنتاکی)
کریکرافت (به انگلیسی: Craycraft) یک منطقهٔ مسکونی در ایالات متحده آمریکا است که در شهرستان ادیر، کنتاکی واقع شده‌است. کریکرافت ۲۸۸٫۹۵ متر بالاتر از سطح دریا واقع شده‌است.